# Ба, Диариату
Диариату Ба (фр. Diaryatou Bah, род. 1985, Гвинея) — феминистка и светская активистка из Гвинеи.
Живёт во Франции; Ба является основателем организации Espoirs et Combats des femmes («Женские надежды и борьба»), которая выступает против калечащих операций на женских половых органах и насилия в отношении женщин. Она также работает с организациями Excision, parlons-en! («Иссечение, давайте поговорим об этом!») и Ni Putes Ni Soumises («Ни шлюхи, ни сабмиссивы»).
В 2018 году она получила приз Elles de France за мужество в знак признания её работы против калечащих операций на женских половых органах.

## Ранние годы
Диариату Ба родилась в 1985 году Гвинее. Она из многодетной семьи из 32 детей, дочь полигамного отца, состоявшего в браке с четырьмя жёнами. Детство она провела в маленькой деревне Сакиле, воспитывалась бабушкой в женской общине, пока ей не исполнилось 10 лет.
Ей было 8 лет, когда в 1993 году она подверглась так называемому женскому обрезанию. После смерти бабушки Ба воссоединилась со своим отцом и тремя его супругами в Конакри. В 13 лет она была принуждена выйти замуж за 45-летнего мужчину, живущего в Амстердаме, поэтому уехала из Гвинеи, чтобы жить со своим мужем в Европе. Диариату была постоянной жертвой супружеского изнасилования и других форм насилия со стороны интимного партнёра, у неё было три выкидыша (в первый раз она забеременела в 14 лет). Пара переехала в район Парижа в 2003 году, и срок её туристической визы истёк, оставив её на милость мужа. Но пока он ездил в Африку, чтобы навестить другую свою жену, она посмотрела телевизионную программу, в которой рассказывалось свидетельство женщины, избежавшей брака по принуждению. Это побудило ее обратиться за помощью в ратушу Ле-Лила в районе её проживания.
После возвращения мужа она решила уйти от него. Aide sociale à l’enfance, французская система защиты детей, взяла на себя заботу о ней, и она была помещена в молодёжное жильё, известное как дом для молодых рабочих, и смогла выучить французский язык.
Она получила вид на жительство в 2005 году и гражданство Франции в 2014 году.

## Активизм
В 20 лет она полностью осознала значение своего иссечения и в 2006 году опубликовала автобиографию On m’a volé mon enfance («У меня украли детство»). Вспоминая свидетельство женщины, благодаря которому она сбежала из принудительного брака, Ба почувствовала, что хочет поделиться своим собственным свидетельством.
В том же году она основала свою организацию Espoirs et Combats des femmes («Женские надежды и борьба»). Её цель — борьба с калечащими операциями на женских половых органах и насилием в отношении женщин. Ба говорит, что страница организации в Facebook получает много сообщений от молодых африканских женщин, которые разделяют её историю и просят совета. В то же время Ба стала педагогом в центре социальной интеграции с некоммерческой организацией Aurore, работая в тюрьмах, в частности во Флери-Мерожи, чтобы информировать заключённых о насилии в отношении женщин.
В 2008 году она запустила образовательную кампанию в Гвинее, где, по данным ЮНИСЕФ, 97% девочек подвергаются калечащим операциям на половых органах. В 2011 году она возглавила комитет организации Ni Putes Ni Soumises по эмансипации женщин во Франции. Она также стала активной участницей кампаний за секуляризм.
В последующие годы Ба участвовала в работе организации Excision, parlons-en! («Иссечение, давайте поговорим об этом!») и стала послом кампании Alerte excision («Предупреждение об иссечении»), призванной предупредить девочек-подростков о риске калечащих операций на женских половых органах, которые могут возникнуть при посещении стран их рождения. Образование находится в центре её деятельности, так как обучение чтению было решающим шагом в её самостоятельности.

## Признание
В октябре 2018 года в знак признания её борьбы с калечащими операциями на женских половых органах она получила приз Elles de France за мужество от президента региона Иль-де-Франс Валери Пекресс. Получив награду, Ба сказала: «Спасибо всем волонтёрам, активистам, социальным работникам. Да, я феминистская активистка. Я прошла путь страха и стыда. То, что я сегодня здесь, даёт мне силы продолжать борьбу. Неграмотность убивает женщин. Именно научившись читать и писать, я смогла стать эмансипированной женщиной».